# St. Laurentius (Hirzweiler-Welschbach)

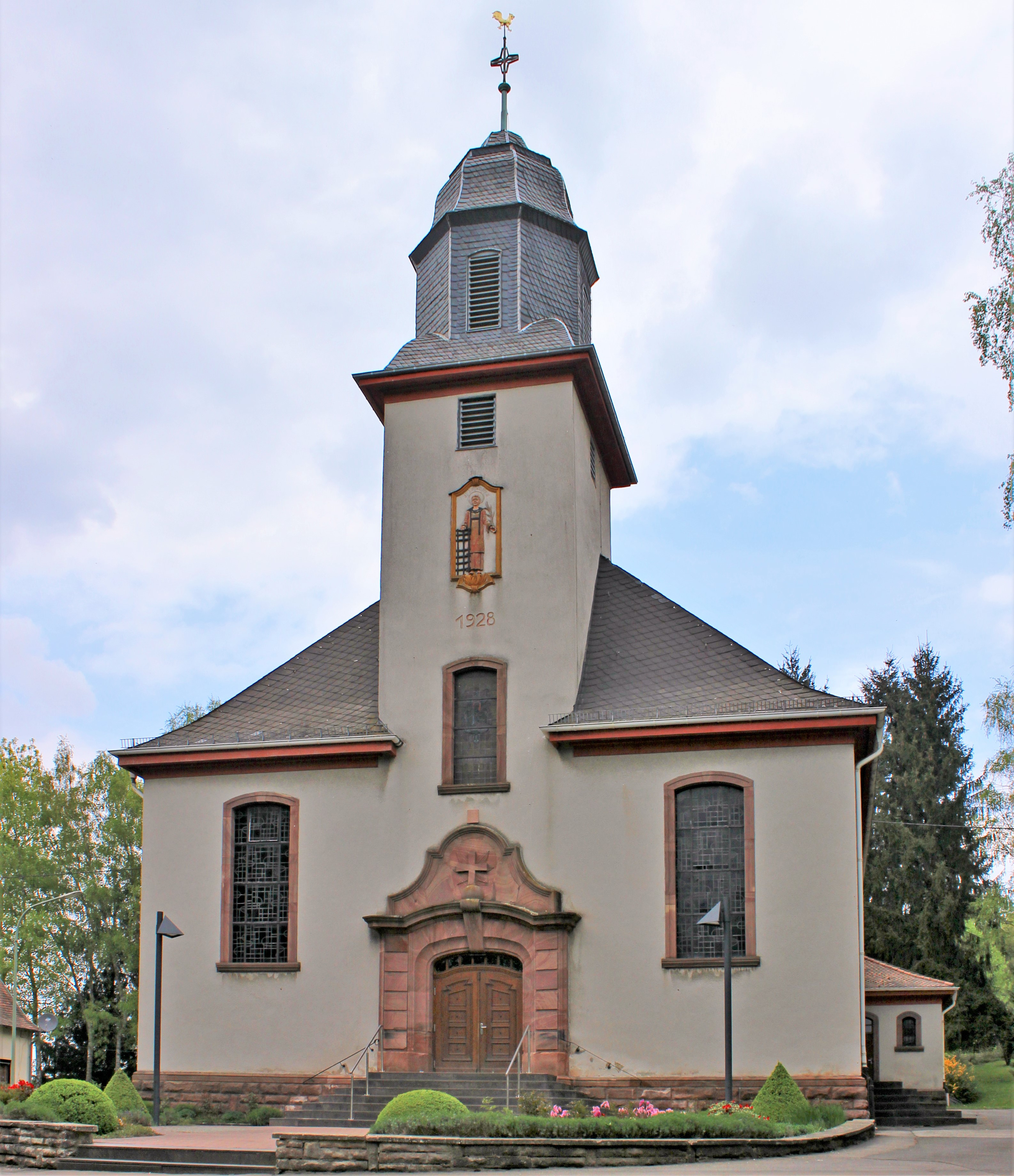
Die katholische Pfarrkirche St. Laurentius in Hirzweiler

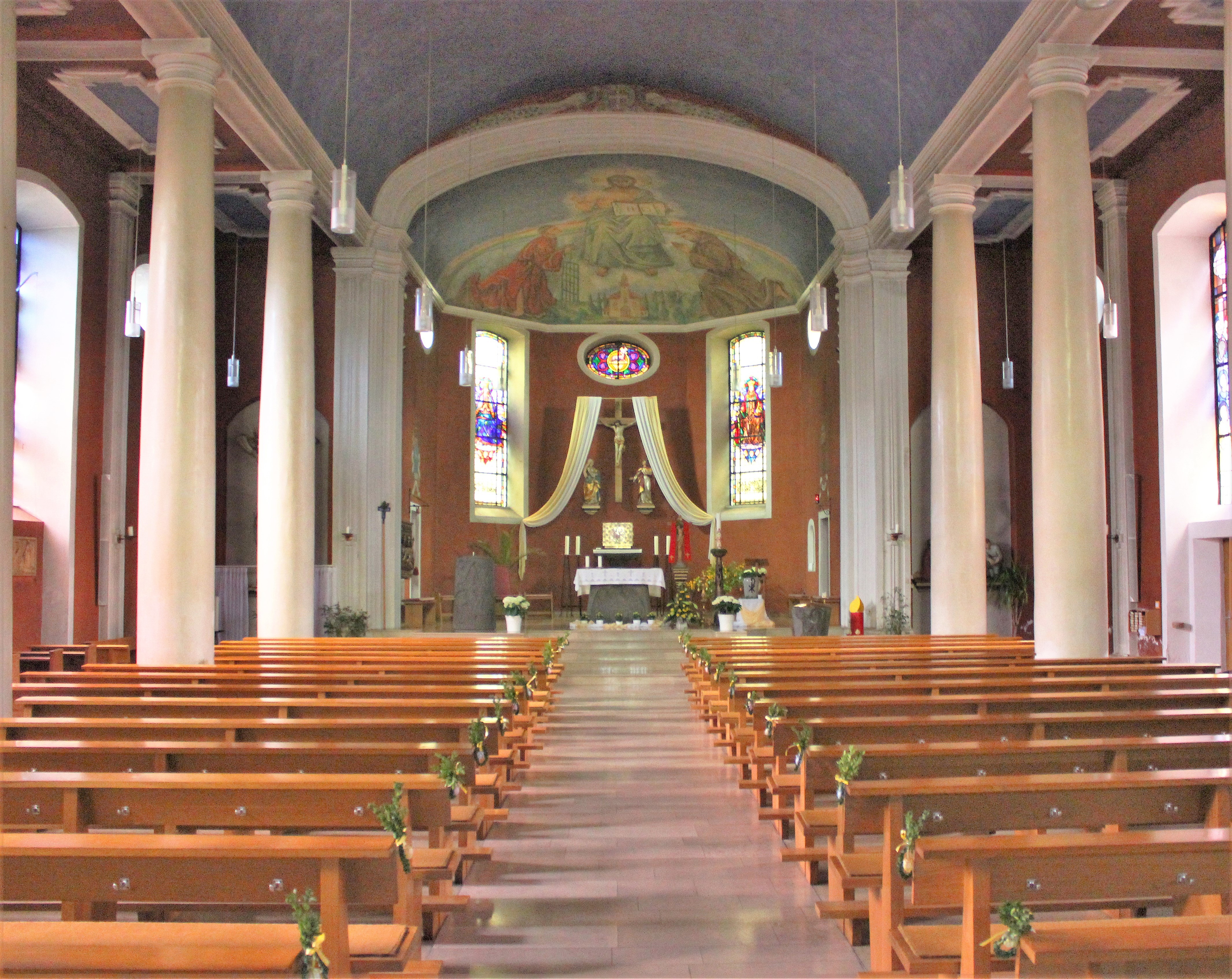
Blick ins Innere der Kirche

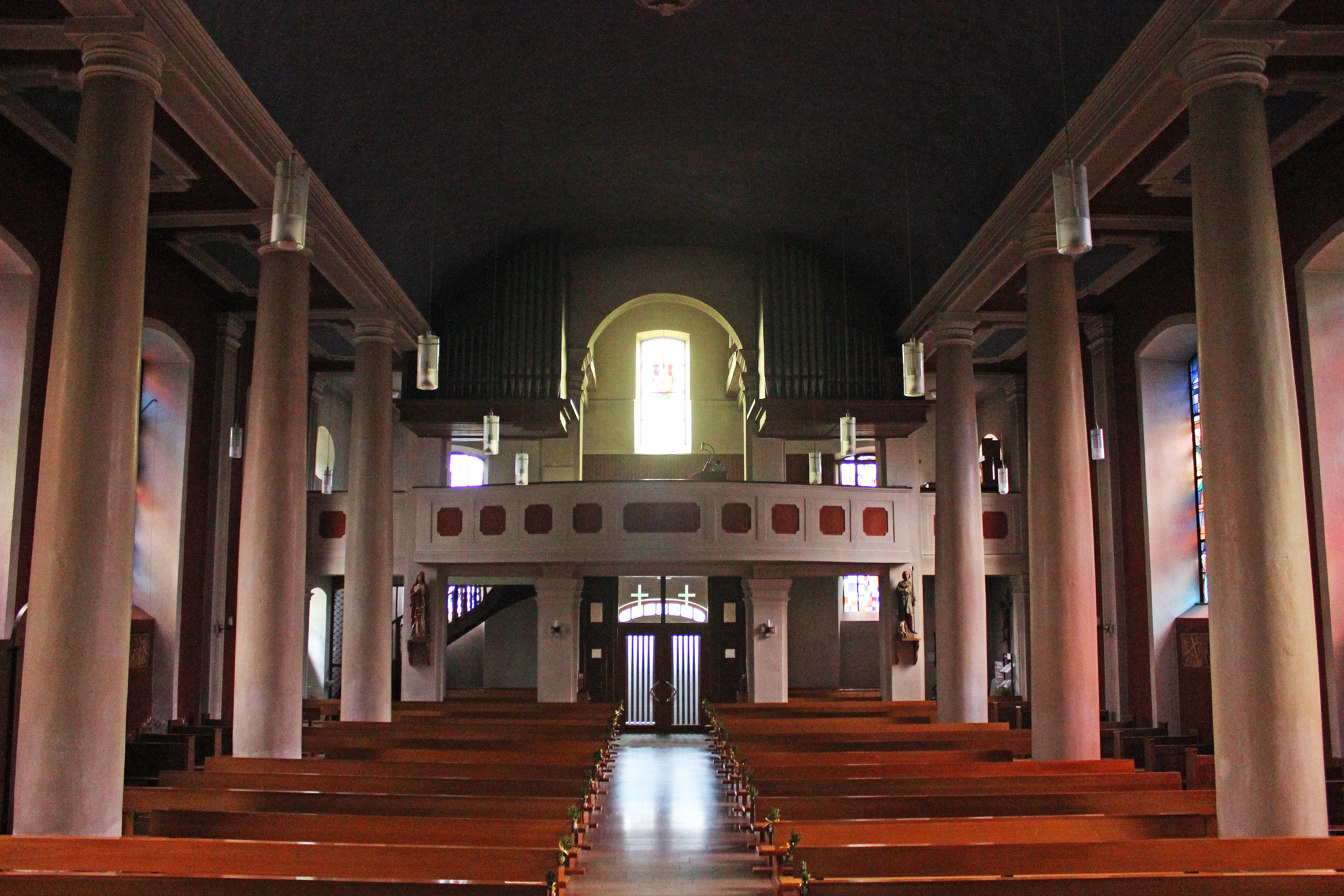
Blick zur Orgelempore

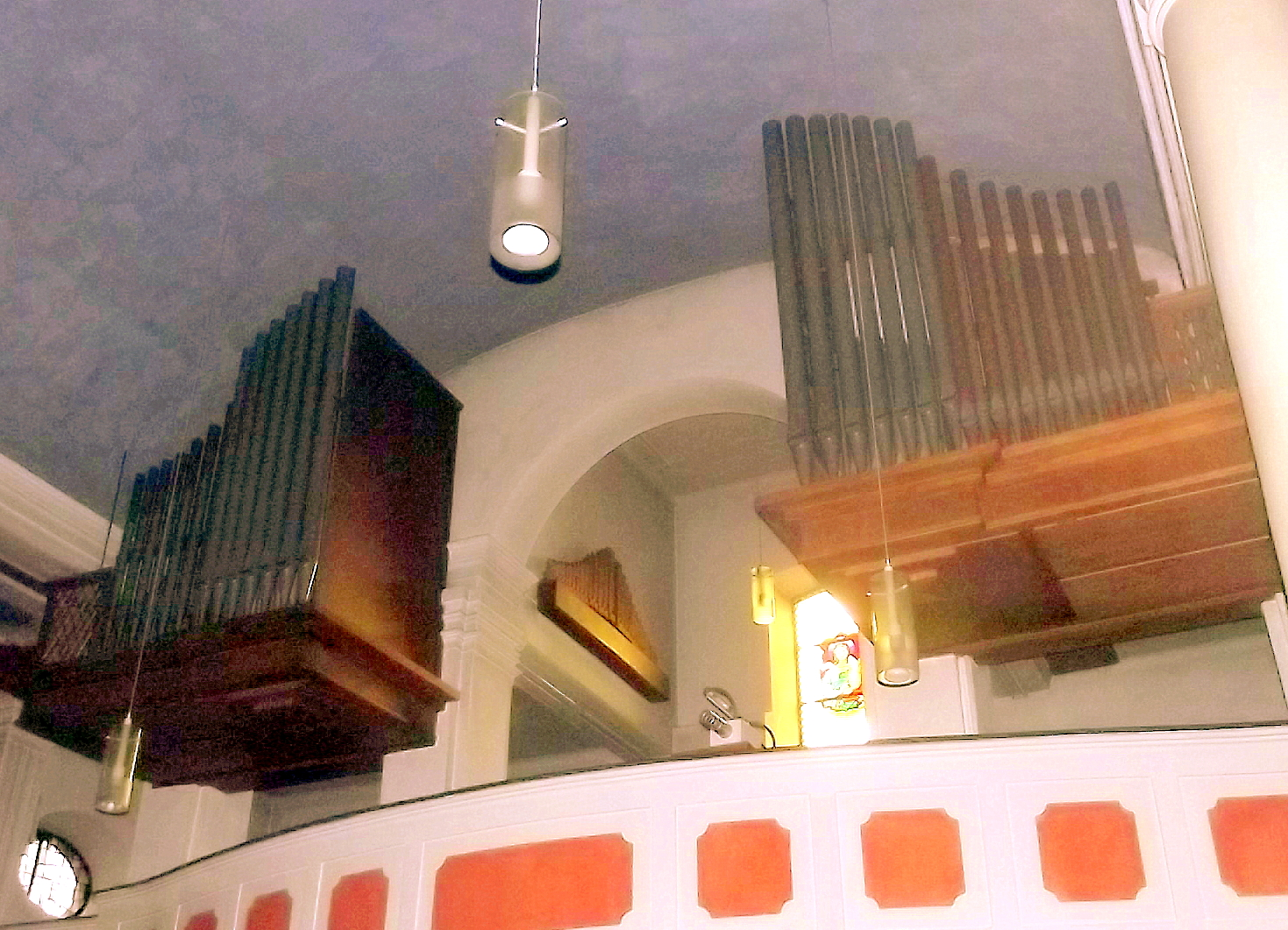
Prospekt der Späth-Orgel

Die Kirche St. Laurentius ist eine römisch-katholische Pfarrkirche in Hirzweiler, einem Ortsteil der saarländischen Gemeinde Illingen, Landkreis Neunkirchen. Kirchenpatron ist der heilige Laurentius. In der Denkmalliste des Saarlandes ist das Kirchengebäude als Einzeldenkmal aufgeführt.

## Geschichte
Die Kirche wurde in den Jahren 1927 bis 1928 nach Plänen der Architekten Kreisbaurat Wilhelm Josef Ertz (Ottweiler) und Dombaumeister Julius Wirtz (Trier) erbaut.
Im Jahr 1984 wurde das Gotteshaus einer Restaurierung unterzogen, die auch das Deckengemälde in der Apsis miteinbezog.

## Ausstattung
Zur Ausstattung der Kirche gehört ein kleiner Altar aus Eifeler Basalt, ein Tabernakel, das an der Stelle des ehemaligen Hochaltars steht, sowie eine Figur der Muttergottes links des Altars und eine Figur des heiligen Josef rechts des Altars.
In der Apsis und oben hinter der Empore im Turm befinden sich Kirchenfenster, die noch aus der Erbauungszeit der Kirche stammen, und Christus und Maria im Ornat von König und Königin zeigen. Diese Darstellung von Maria als „regina coelorum“ auf Augenhöhe mit Christus ist selten. Andere Kirchenfenster, die neueren Datums sind, zeigen Episoden aus dem Leben Jesu von der Geburt bis zur Pfingstfeier. Es handelt sich hierbei um Stiftungen von Privatleuten und kirchlichen Organisationen.
Das 1984 restaurierte Deckengemälde in der Apsis wurde in den 1950er Jahren von Maler Walter Bernstein (Schiffweiler) geschaffen und zeigt Christus mit den Worten Licht und Leben und den griechischen Buchstaben Alpha und Omega. Christus zur Seite knien der heilige Laurentius mit dem Rost und der heilige Franziskus.
Die Sedilien sind Arbeiten der Steinmetze der Abtei Maria Laach.

## Orgel
Die Orgel der Kirche wurde 1955 als Opus 611 von der Orgelbaufirma Späth (Mengen) erbaut. Das Kegelladen-Instrument verfügt über 14 (18) Register, verteilt auf 2 Manuale und Pedal. Die Spiel- und Registertraktur ist elektropneumatisch. Die Disposition lautet wie folgt:
| I Hauptwerk C–g3 |             |    |
| 1.               | Prästant    | 8′ |
| 2.               | Gedackt     | 8′ |
| 3.               | Suavial     | 8′ |
| 4.               | Oktave      | 4′ |
| 5.               | Rohrflöte   | 4′ |
| 6.               | Flageolet   | 2′ |
| 7.               | Mixtur 4-6f |    |

| II Positiv C–g3 |              |    |
| 8.              | Koppelflöte  | 8′ |
| 9.              | Prinzipal    | 4′ |
| 10.             | Spitzgedeckt | 4′ |
| 11.             | Nachthorn    | 2′ |
| 12.             | Terzian 3f   |    |
|                 | Tremolo      |    |

| Pedal C–f1 |               |                            |
| 13.        | Subbass       | 16′                        |
|            | Zartbass      | 16′ (Windabschwächung)     |
| 14.        | Prinzipalbass | 8′                         |
|            | Gedacktbass   | 8′ (Ext. Subbass 16′)      |
|            | Choralbass    | 4′ (Ext. Prinzipalbass 8′) |
|            | Bassflöte     | 4′ (Ext. Subbass 16′)      |

- Koppeln: II/I, I/P, II/P
- Spielhilfen: 1 freie Kombination, Tutti, Crescendowalze